# Регул Шотландский
Регул (лат. Regulus, др.‑ирл. Riagal; Патры — IV век, Сент-Андрус, Файф) — игумен или епископ, память 17 октября.

## Агиография
Святой Регул (Regulus), или Рул (Rule), грек по происхождению, по преданию был епископом из Патр, хранителем св. мощей апостола Андрея. По одному из преданий, повинуясь откровениям он частично изъял св. апостольские мощи и отправился с ними на запад, дабы основать там церковь в честь святого апостола. После пережитого в пути св. Регул и два его спутника достигли Шотландии в 347 году и высадились в местности Макросс (Muckross) или Килримонт (Kinrymont), именуемой ныне Сент-Эндрюс (St. Andrews), что на восточном побережье графства Файф (Fife). Там он воздвиг храм, в котором упокоились св. мощи. Около храма возникло христианское поселение.

## Источник
- Nuttall, P. Austin, The Nuttall Encyclopædia/ Saint Regulus, 1907.